# 你幸福吗
《喜迎十八大　走基层·百姓心声　假日特别调查：你幸福吗》是中国中央电视台新聞中心在2012年中秋、国庆期间推出的关于“走基层转作风改文风”的特别节目，分别在《新闻30分》、《新闻联播》等新闻栏目中作为一个子栏目呈现。内容为各路央视记者在全国各地以“你幸福吗？”的问句为开场采访普通百姓。因得到如“我姓曾”“我耳朵不好”等各种风趣幽默的“神回覆”得到广泛关注。

## 知名片段
- 2012年9月29日新闻联播中播出的走基层百姓心声中，记者问一名清徐县北营村务工人员“您幸福吗？”对方回答“我姓曾”。[2]
- 2012年10月4日新闻联播中播出的走基层百姓心声中，记者问一拣瓶子的老人“您幸福吗？”老人回答“我耳朵不好”。[3]

## 对节目的评论
红网刊登评论文章认为“你幸福吗”的提问没有实际意义。

## 同期热点新闻
- 中国共产党第十八次全国代表大会
- 贵州毕节流浪儿死亡事件